# Castillo de Sondershausen

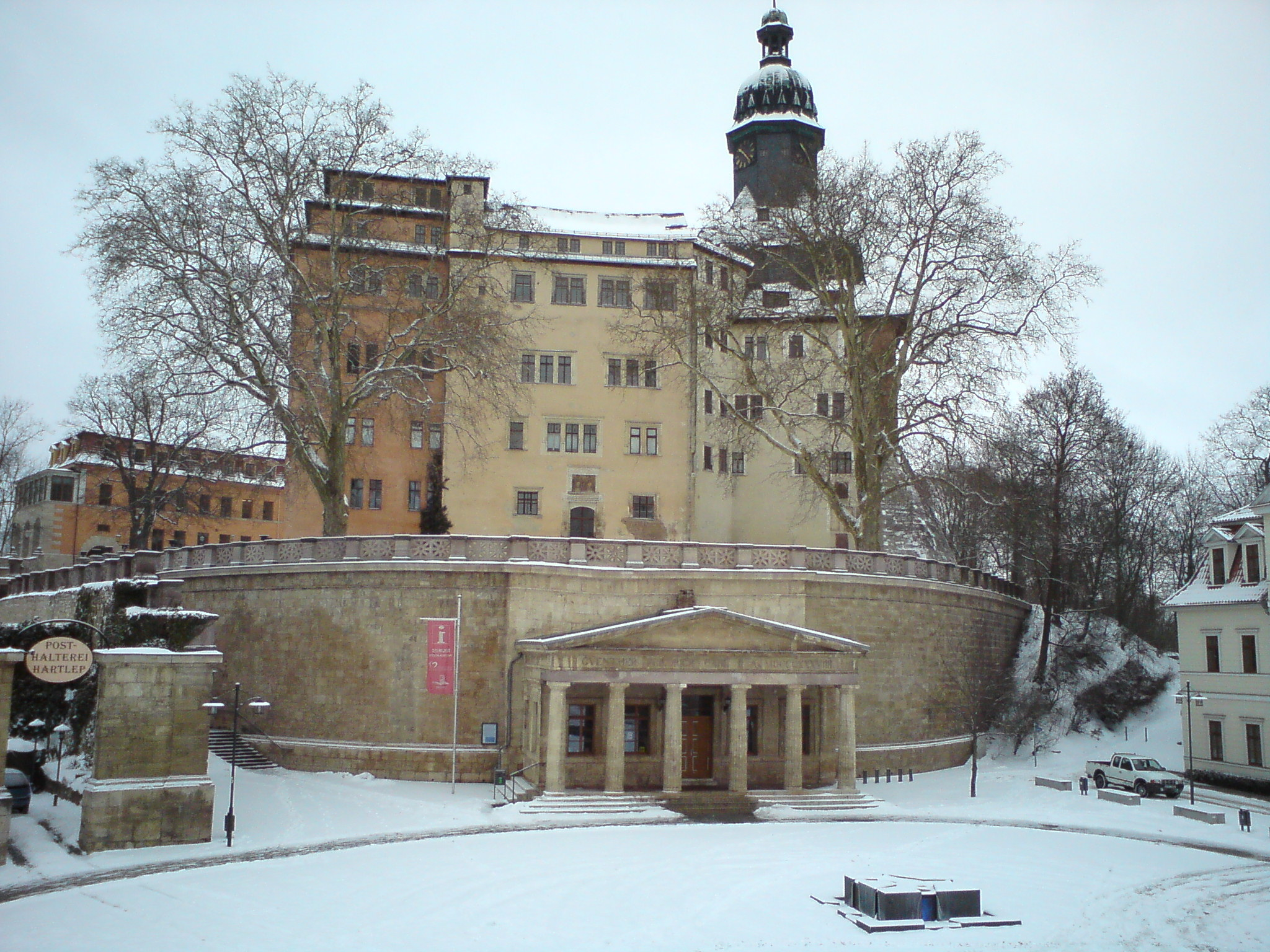
El Palacio de Sondershausen, visto desde la plaza del mercado con la casa de guardia, llamada "Alte Wache".

El palacio de Sondershausen (del alemán: Schloss Sondershausen), desde un punto de vista arquitectónico y de la historia del arte, puede considerarse uno de los más importantes complejos palaciegos en Turingia. Es un complejo de planta irregular de cuatro alas. Con su imponente silueta, la antigua residencia de los Schwarzburgo domina la actual ciudad de Sondershausen en el distrito de Kyffhäuser.

## Historia

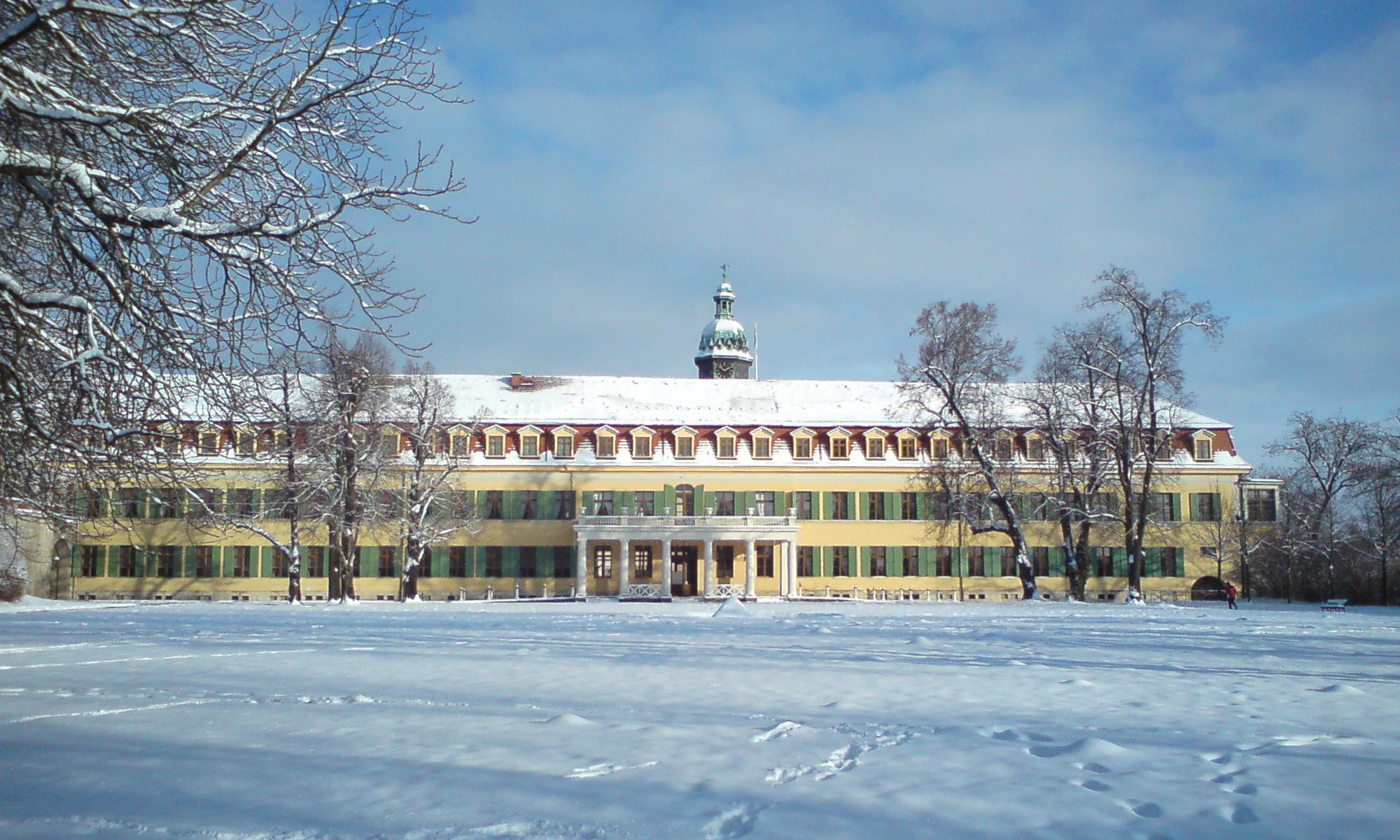
El ala oeste.

Existen pruebas de que algunas de las construcciones más antiguas del castillo, con fecha de finales del siglo XIII, pueden atribuirse a los Condes de Hohnstein.
La torre del antiguo castillo fue integrada bajo el conde Gunter XL de Schwarzburgo al construirse el palacio renacentista entre las décadas de 1530 y 1550, consistente entonces en las alas sur, este y norte.
El Príncipe Cristián Guillermo de Schwarzburgo-Sondershausen, que gobernó entre 1666 y 1720, comenzó una ajetreada actividad constructiva en la década de 1680. Las tres alas renacentistas del palacio fueron modificadas y ampliadas en estilo barroco por el arquitecto Johann Mützel.
Durante el reinado del príncipe Cristián Gunter (1758-1794) se empezaron las nuevas alas oeste y norte en estilo rococó en 1764 bajo la dirección del arquitecto de Quedlinburg Johann Heinrich Breit y el anterior arquitecto de Brunswick, Martin Peltier. En ese tiempo el palacio recibió su diseño arquitectónico final según un complejo de cuatro alas de planta irregular.
Cuando el príncipe Gunter Federico Carlos II, quien reinó entre 1835 y 1880, trajo en 1836 a Carl Scheppig, un discípulo de Karl Friedrich Schinkel, su propósito era dar una apariencia completamente nueva a la mayor parte del complejo palaciego. Las dificultades financieras, sin embargo, limitaron su proyecto a rediseñar la zona este del palacio en dirección a la plaza del mercado (terraza del mercado, casa de guardia y escaleras entre 1837 y 1839), a reconstruir las alas de estilo rococó en estilo neoclásico (1846-1851) y a erigir los nuevos establos (1847-1849).
Como última medida se levantó una galería de dos pisos, conectando la torre y las alas este y sur, entre 1914 y 1915.

## Salas históricas

### Salón azul

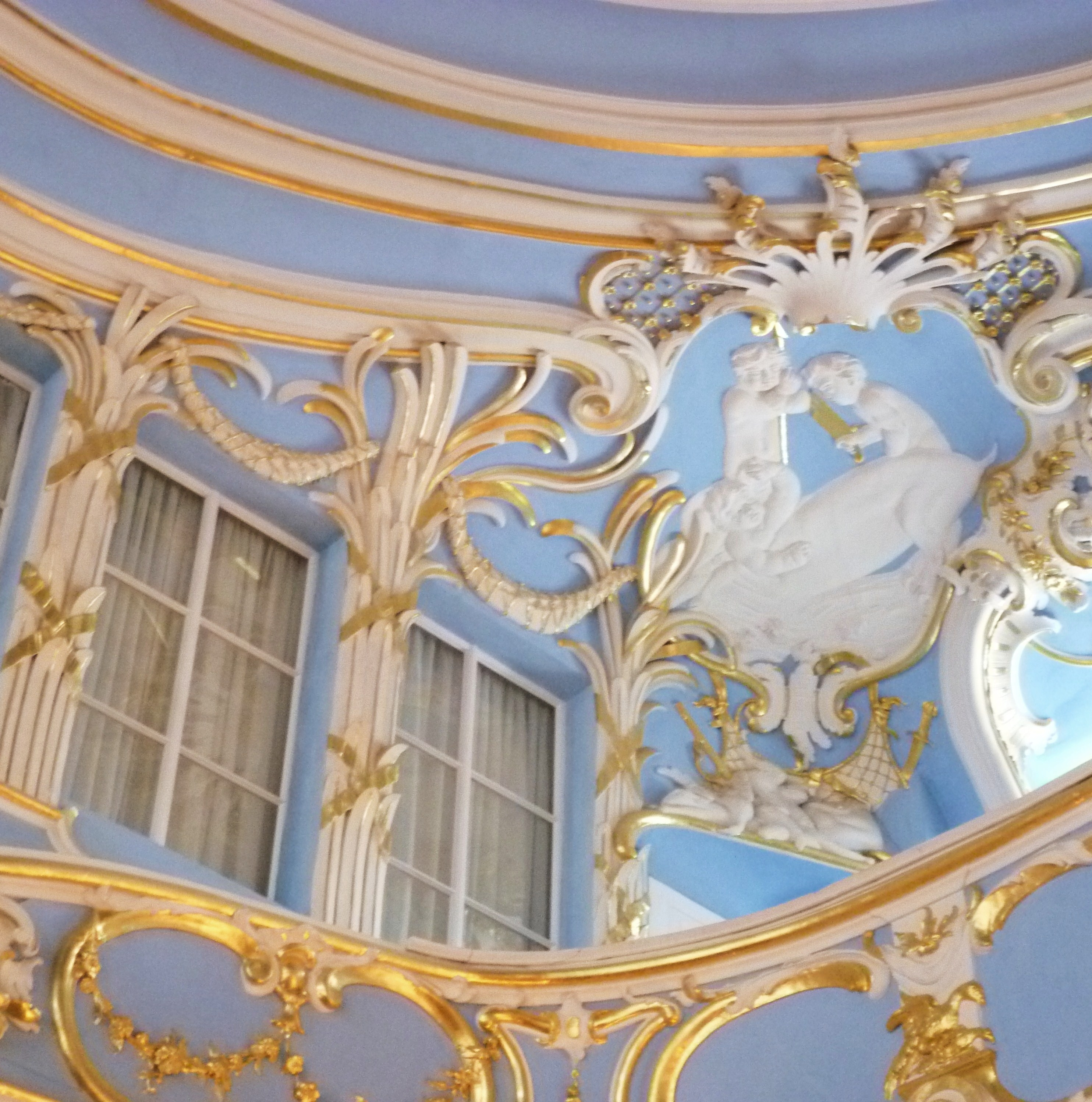
El Salón azul.

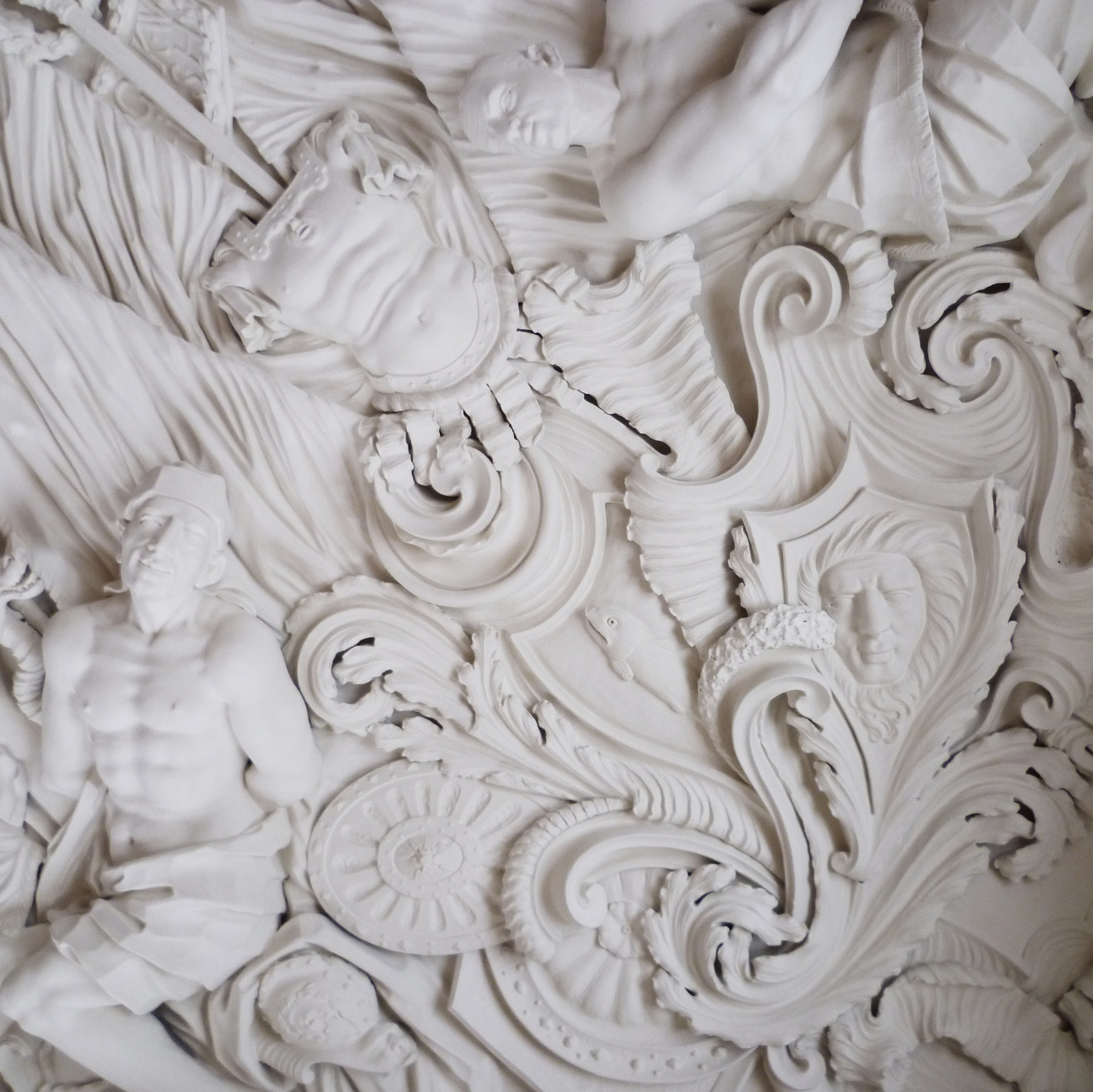
Detalle del Salón de los gigantes.

El Príncipe Cristián Gunter puso el salón en orden en 1760. El salón en estilo rococó se extiende sobre los dos pisos superiores y tiene galerías hacia ambos lados. Los colores dominantes son el azul y el blanco, que reflejan los colores del Estado de Schwarzburgo-Sondershausen. En este salón se encuentran trazas del barroco tradicional, así como elementos de transición entre el barroco y el neoclasicismo, y finalmente ornamentos rococó típicos del momento. La gran pintura ovalada sobre el techo representa el mito de Calisto.

### Salón de los gigantes
La construcción de este salón se remonta al Conde (después Príncipe) Cristián Guillermo de Schwarzburgo-Sondershausen entre 1680 y 1700. Está decorado en el estilo del alto barroco con 22 pinturas sobre el techo con escenas de "Las Metamorfosis" de Ovidio y 16 figuras mitológicas sobre redondeles de estuco que representan los dioses griegos. El hecho de que este salón fuera originalmente diseñado durante el Renacimiento, explica las inusuales proporciones (26,6 x 13,2 metros) y la relativamente baja altura del techo de 4,8 metros.

### Salón de piedra
Este salón ha preservado sus decoraciones originales de la década de 1770. El nombre se deriva de la cubierta de las paredes consistentes de pequeños cortes, pulidos de azulejos de yeso y piedra caliza. De esta forma, la sala es única y es conocida por su singularidad como el "Salón de ámbar" de Sondershausen.

## Palacio actual
Desde 1994, la antigua residencia de los príncipes de Schwarzburgo-Sondershausen es propiedad del Trust de Palacios, Castillos y Jardines de Turingia. En la actualidad alberga el Palacio Museo de Sondershausen y el conservatorio del distrito, llamado  Carl-Schröder-Konservatorium.

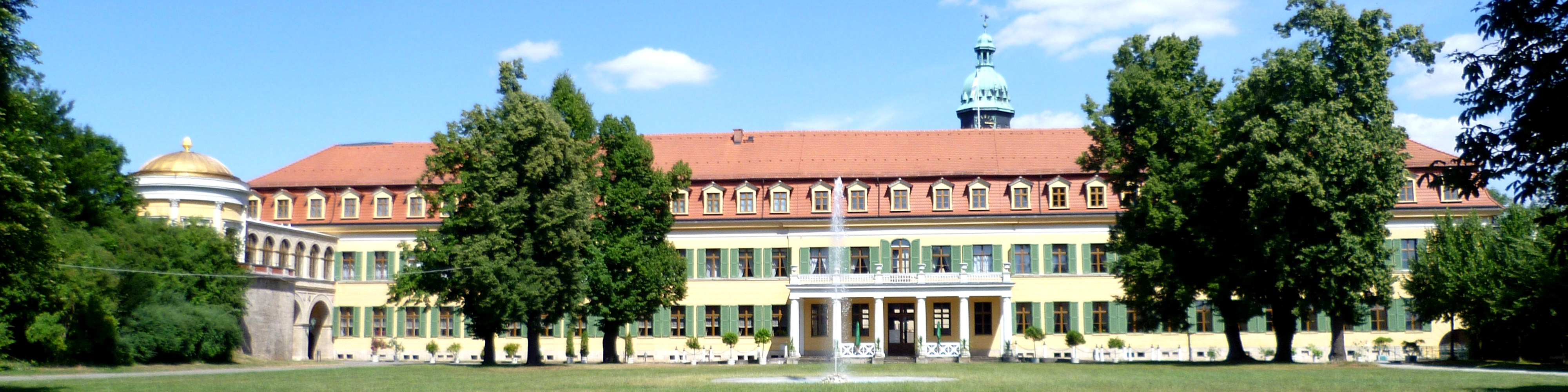
El ala oeste del palacio.

## Galería

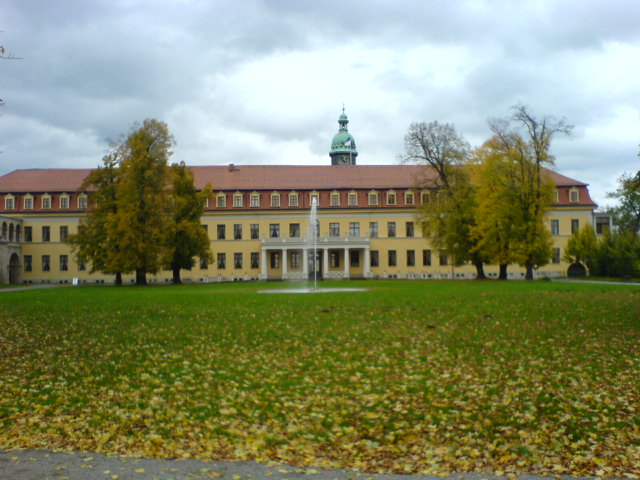
El ala oeste
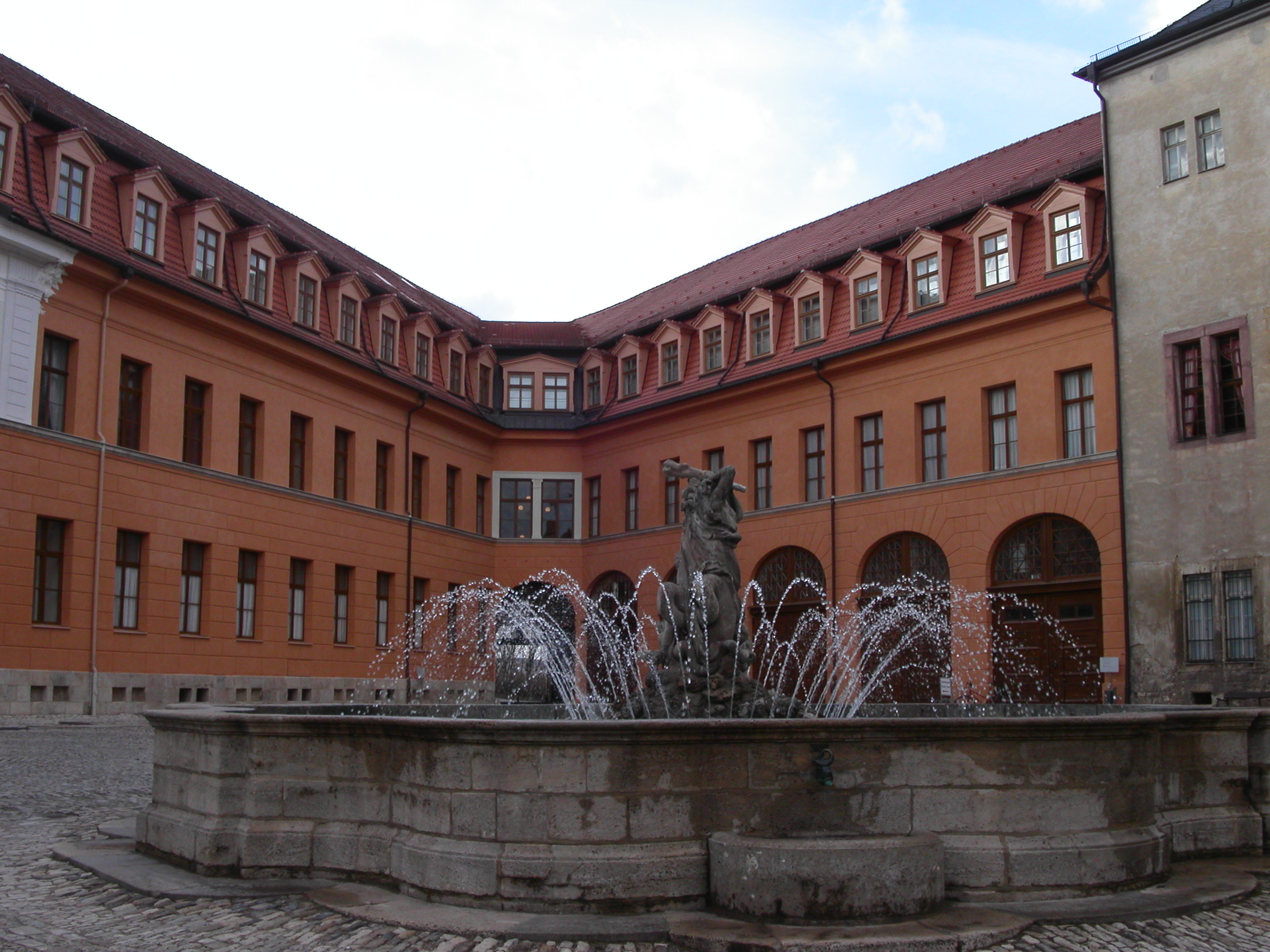
Patio interior con la fuente de Hércules; al fondo, alas norte y oeste
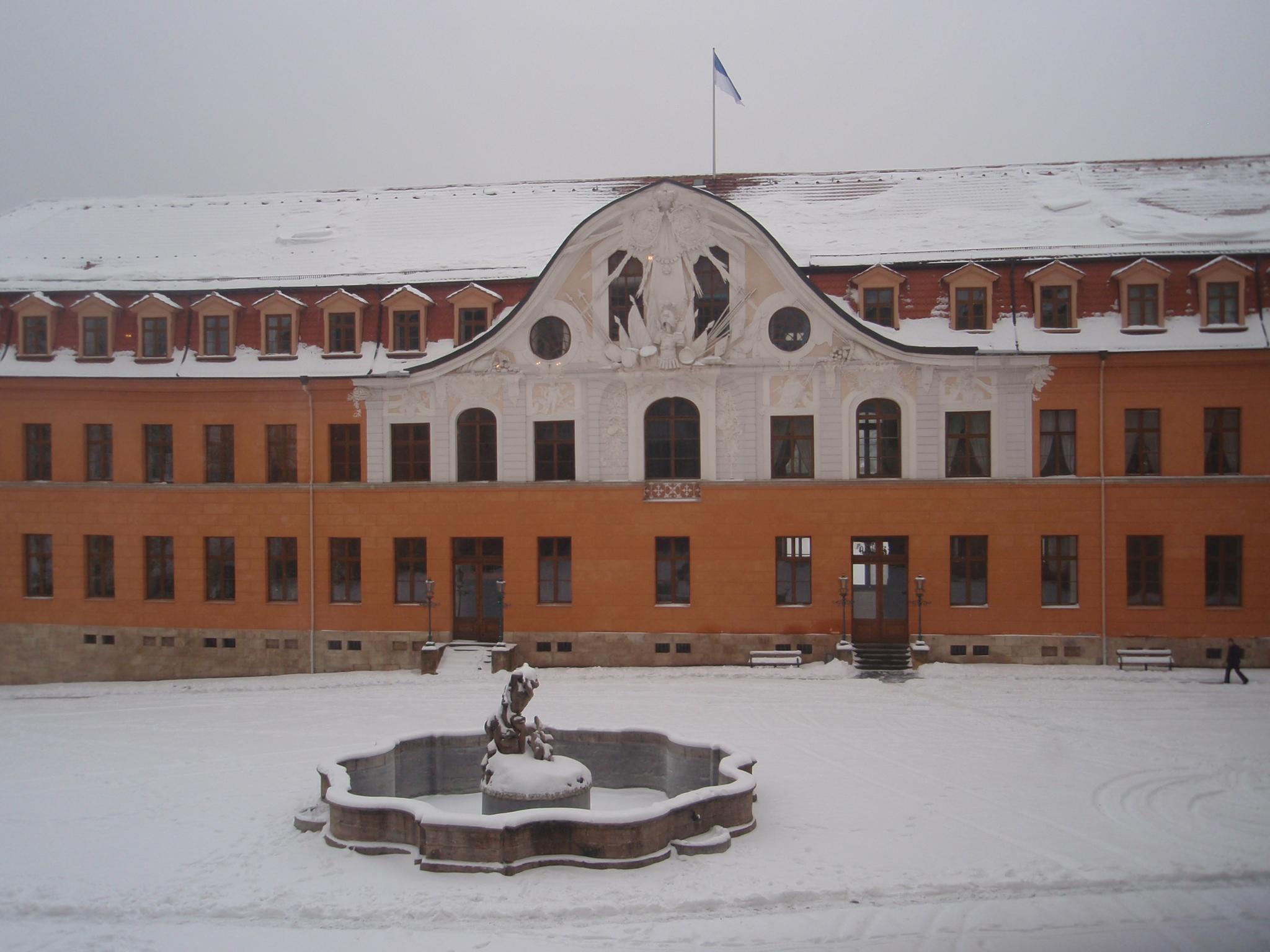
Ala oeste con la fuente de Hércules
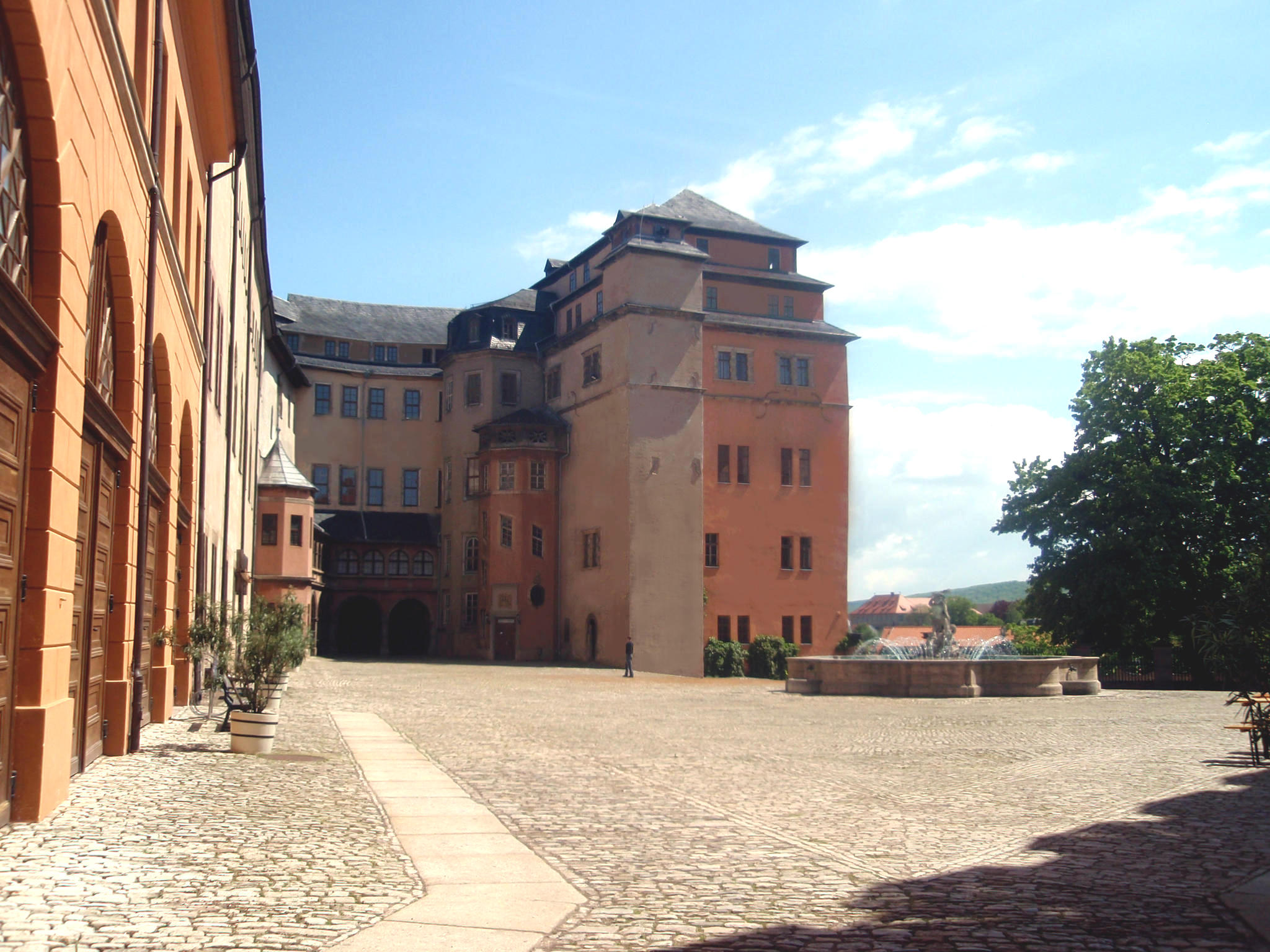
Alas norte, este y sur, alas renacentistas
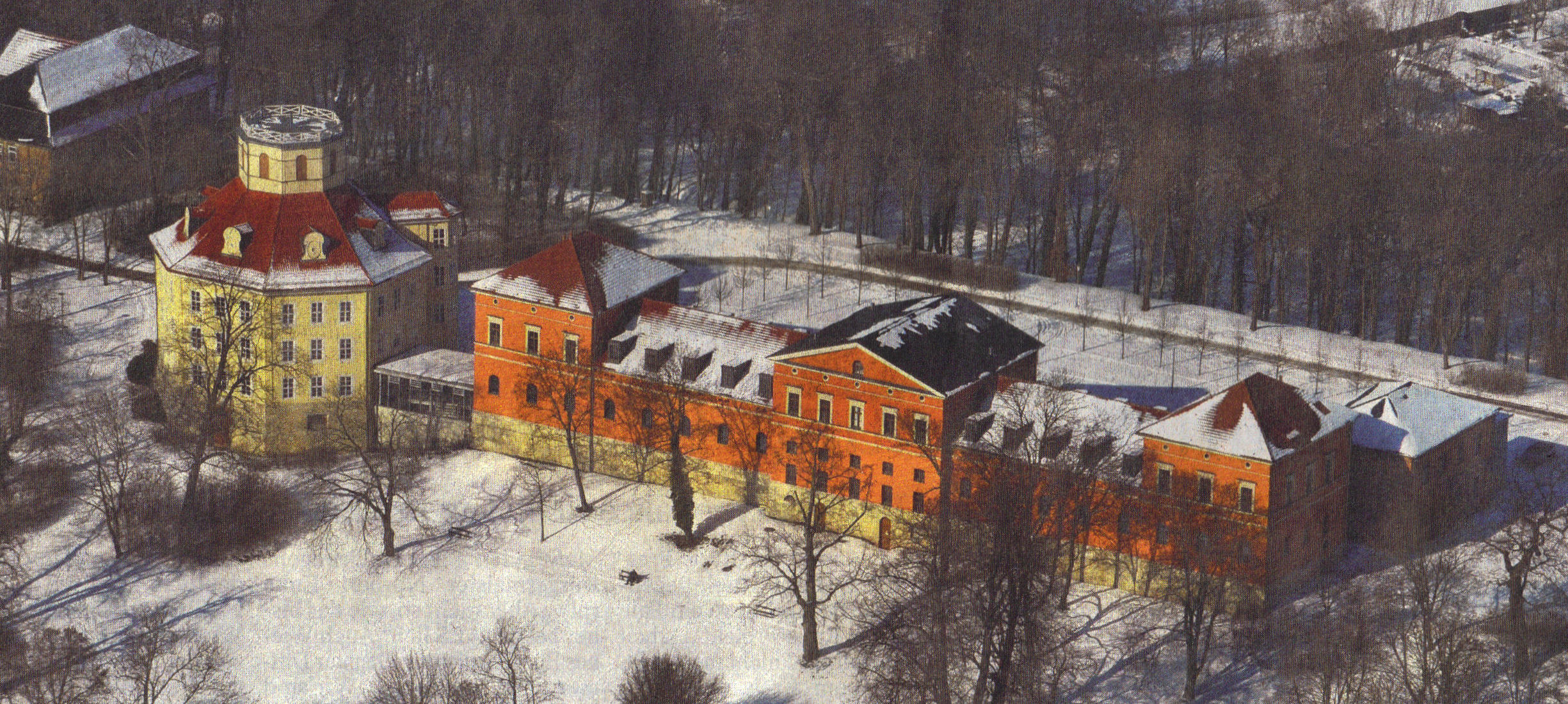
La Casa octagonal y los Establos
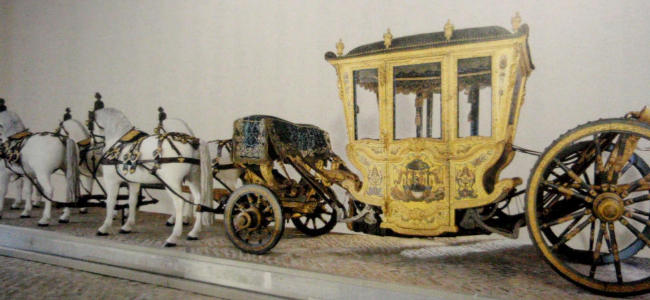
Carruaje dorado
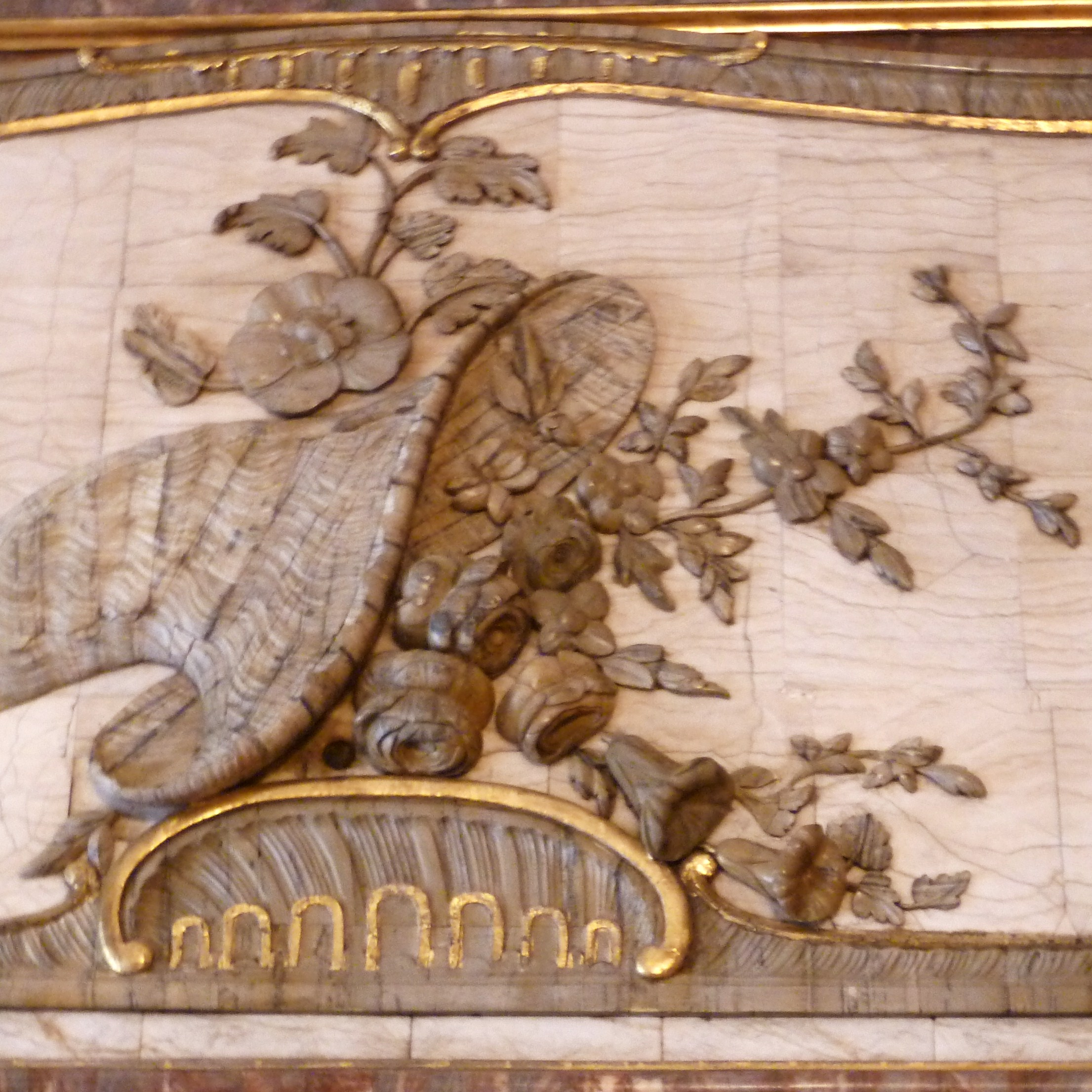
Sobrepuerta en el Salón de piedra
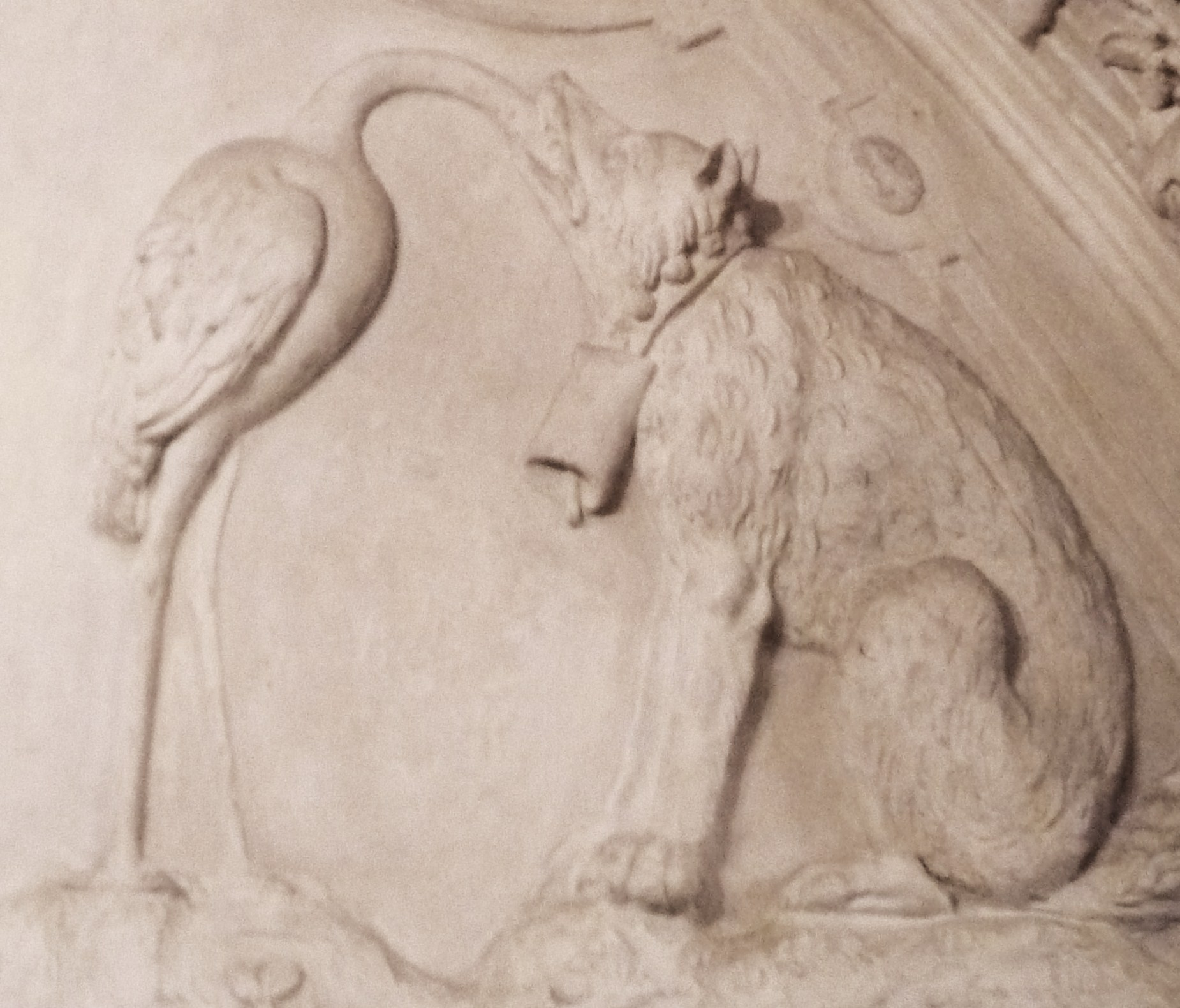
Fábula de Esopo, bóveda en la Escalera de la torre